# Aérodrome d'Húsavík
Pour les articles homonymes, voir BIHU.
L'aérodrome de Húsavík (islandais: Húsavíkurflugvöllur) (code IATA : HZK • code OACI : BIHU) est un aéroport islandais desservant la ville de Húsavík, au nord de l'île. 

## Situation
| \| 40 km1:1 908 000 \| Akureyri Bakki Blönduós Breiðdalsvík Bíldudalur Djúpivogur Egilsstaðir Fagurhólsmýri Fáskrúðsfjörður Gjögur Grundarfjörður Grímsey Hornafjörður Hólmavík Húsavík Keflavík Kópasker Mývatn Norðfjörður Ólafsfjörður Patreksfjörður Raufarhöfn Reykjavík Rif Sauðárkrókur Selfoss Siglufjörður Stykkishólmur Vestmannaeyjar Vopnafjörður Ísafjörður Þingeyri Þórshöfn |
| 40 km1:1 908 000 |

| Compagnies | Destinations |
| ---------- | ------------ |
| Eagle Air  | Reykjavik    |

Actualisé le 02/06/2023